# VTK
Visualization Toolkit (VTK) – otwartoźródłowe oprogramowanie do grafiki trójwymiarowej, cyfrowego przetwarzania obrazów oraz wizualizacji. Na VTK składa się bazowa biblioteka C++ oraz interfejsy języków Tcl, Java, Visual Basic oraz Python. Rozwojem VTK zajmuje się Kitware.
VTK obsługuje algorytmy wizualizujące (np. skalar, wektor, tensor) oraz techniki modelowania, takie jak: implicit modeling, polygon reduction, mesh smoothing i Delaunay triangulation.
VTK obsługuje przetwarzanie równoległe i integruje się ze środowiskiem Qt. Wsparcie dla Tcl/Tk zostało usunięte od wersji 8.1.0. Oprogramowanie jest wieloplatformowe i działa na systemach Linux, Windows i Mac.